# كريس أفيري
كريس أفيري (بالإنجليزية: Chris Avery)‏ هو لاعب كرة قدم أمريكية أمريكي، ولد في 21 سبتمبر 1975 في غرينادا في الولايات المتحدة.